# قائمة البعثات الدبلوماسية في توغو

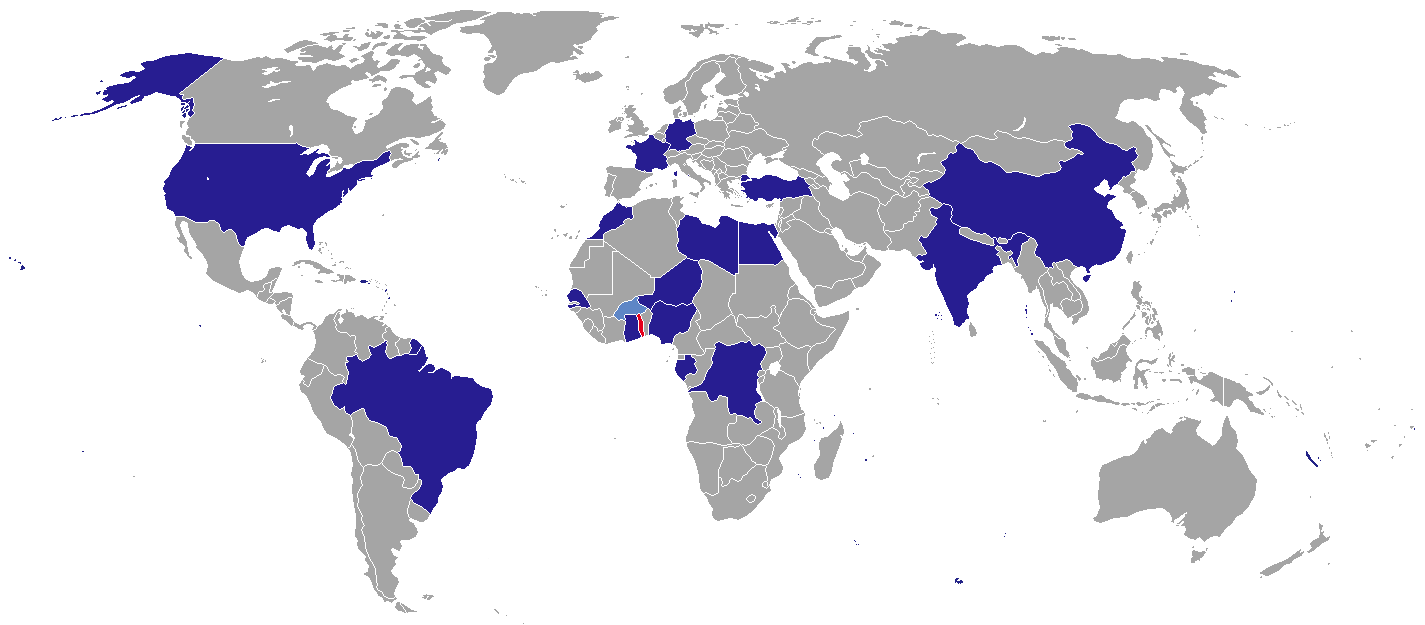
البعثات الدبلوماسية في توغو.

هذه قائمة البعثات الدبلوماسية في توغو . في الوقت الحاضر، هناك 18 سفارة مقيمة في العاصمة لومي ، مع العديد من الدول الأخرى التي تعتمد سفراء لها من الدول المجاورة.

## السفارات
لومي
- أنغولا [1]
- البرازيل[2][3]
- الصين[4][5]
- الكونغو الديمقراطية[6]
- مصر[7][8]
- فرنسا[9][10]
- الغابون[11][12]
- ألمانيا[13][14]
- غانا[15][16]
- الفاتيكان[17]
- الهند[18]
- ليبيا[19]
- النيجر[20]
- نيجيريا[21][22]
- السنغال[23]
- فرسان مالطا[24]
- تركيا[25][26]
- الولايات المتحدة[27]

## منظمات فيلومي
- الاتحاد الأوروبي (مفوضية)[28][29]

## سفارات غير مقيمة
- أفغانستان (باريس)
- الجزائر (أكرا)
- ألبانيا (باريس)
- أندورا (باريس)
- الأرجنتين (أبوجا)[30]
- أستراليا (أكرا)
- أرمينيا (باريس)
- أنتيغوا وباربودا (لندن)
- النمسا (أبوجا)
- أذربيجان (باريس)
- بنغلادش (أبوجا)
- بنين (كوتونو)
- بلجيكا (كوتونو)[31]
- بوليفيا (باريس)
- البوسنة والهرسك (باريس)
- بلغاريا (أبوجا)
- بوتسوانا (أبوجا)
- بروناي (باريس)
- بوروندي (أبوجا)
- جمهورية أفريقيا الوسطى (أبوجا)
- ساحل العاج (أكرا)
- الكاميرون (أبوجا)[32]
- كندا (أكرا)
- الرأس الأخضر (دكار)
- كرواتيا (باريس)[33]
- كوبا (كوتونو)[34]
- جمهورية التشيك (أكرا)[35]
- الدنمارك (أكرا)[36]
- جيبوتي (أديس أبابا)
- الإكوادور (باريس)
- السلفادور (باريس)
- غينيا الإستوائية (أبوجا)
- فنلندا (أبوجا)
- غينيا (أكرا)
- غينيا بيساو (كوناكري)
- اليونان (أبوجا)[37]
- هايتي (باريس)
- إيران (أكرا)
- إندونيسيا (أبوجا)[38]
- العراق (أبوجا)
- إسرائيل (أبيدجان)
- إيطاليا (أكرا)
- اليابان (أبيدجان)
- الأردن (أبوجا)
- كينيا (أبوجا)
- الكويت (كوتونو)
- قيرغيزستان (بروكسيل)
- لاوس (باريس)
- لبنان (أبوجا)
- جزر المالديف (لندن)
- مالي (أكرا)[39]
- ماليزيا (أكرا)
- المغرب (أكرا)
- المكسيك (أبوجا)[40]
- هولندا (أكرا)
- النرويج (أبوجا)[41]
- نيوزيلندا (القاهرة)
- سلطنة عمان (أبوجا)
- باكستان (أبوجا)
- الفلبين (أبوجا)
- فلسطين (أبوجا)[42]
- بولندا (أبوجا)
- البرتغال (أبوجا)
- تايوان (باريس)
- رومانيا (أبوجا)[43]
- روسيا (كوتونو)
- السعودية (أكرا)
- الصحراء الغربية (أكرا)
- صربيا (نيويورك)
- سيراليون (أكرا)
- سلوفاكيا (أبوجا)[44]
- جنوب أفريقيا (أبيدجان)
- إسبانيا (أكرا)
- السويد (أبوجا)
- سويسرا (أكرا)
- كوريا الجنوبية (أكرا)
- تايلند (أبوجا)
- تنزانيا (أبوجا)[45]
- تركمانستان (باريس)
- تونس (أبيدجان)
- الإمارات العربية المتحدة (أكرا)
- المملكة المتحدة (أكرا)
- أوزبكستان (باريس)
- فيتنام (أبوجا)
- اليمن (باريس)
- زيمبابوي (أبوجا)
- زامبيا (أبوجا)

## روابط خارجية
- Togolese Ministry of Foreign Affairs (in French)
- Togo diplomatic list